# Bonnie Blair
Bonnie Kathleen Blair (* 18. März 1964 in Cornwall, New York, verheiratete Bonnie Blair Cruikshank) ist eine ehemalige US-amerikanische Eisschnellläuferin. Zwischen 1988 und 1994 gewann sie auf den Sprintdistanzen 500 Meter und 1000 Meter insgesamt fünf olympische Goldmedaillen und eine Bronzemedaille.
Blair wuchs als jüngstes Kind einer großen Familie in Champaign in Illinois auf und begann in früher Kindheit mit dem Eislaufen. Zunächst lief sie Shorttrackrennen, bevor sie ihren Trainingsschwerpunkt in ihrer Jugend auf den klassischen Eisschnelllauf legte. Mit 19 Jahren nahm Blair 1984 erstmals an den Olympischen Winterspielen teil. Vier Jahre später feierte sie in Calgary über 500 Meter ihren ersten Olympiasieg. 1992 und 1994 gewann sie jeweils sowohl über 500 Meter als auch über 1000 Meter die olympische Goldmedaille und wurde mit fünf Olympiasiegen zur erfolgreichsten US-amerikanischen Winterolympionikin.
Neben ihren olympischen Erfolgen entschied Blair eine Shorttrack-Weltmeisterschaft (1986) sowie drei Eisschnelllauf-Sprintweltmeisterschaften (1989, 1994 und 1995) für sich und feierte 69 Siege in Wettbewerben des Eisschnelllauf-Weltcups. Zwischen 1987 und 1995 stellte sie vier Eisschnelllaufweltrekorde über 500 Meter und fünf Weltbestleistungen im Sprint-Mehrkampf auf. Nach dem Ende ihrer aktiven Laufbahn 1995 arbeitete sie unter anderem als Motivationsrednerin.
1992 wurde Blair als erste Frau mit der Oscar Mathisen Memorial Trophy ausgezeichnet. Sie erhielt in den Vereinigten Staaten mehrere Auszeichnungen als Sportlerin des Jahres und ist seit 2004 Mitglied der United States Olympic & Paralympic Hall of Fame.

## Werdegang

### Kindheit und Anfänge im Eisschnelllauf (bis 1982)
Bonnie Kathleen Blair wurde am 18. März 1964 in Cornwall im Orange County im Bundesstaat New York als jüngstes von sechs Geschwisterkindern geboren. Ihre Eltern – der Bauingenieur Charlie Blair und die Immobilienmaklerin Eleanor Blair – waren bei ihrer Geburt Anfang fünfzig beziehungsweise Mitte vierzig. Blairs zwei Brüder und drei Schwestern waren 7 bis 21 Jahre älter als sie und hatten teilweise bereits Erfolge auf nationaler Ebene im Eisschnelllauf gefeiert.
Bonnie Blair begann ebenfalls im Alter von zwei Jahren mit dem Eislaufen und bestritt mit vier Jahren erste Wettkämpfe. Sie sprach später von ihren Geschwistern als ihren ersten Trainern und sagte, es habe in der Familie einen ausgeprägten Wettbewerbsgeist gegeben, der sie angetrieben habe. Schlittschuhlaufen war ihr zufolge eine Familienaktivität: Anstatt in den Urlaub fuhren die Blairs zu Eislaufrennen. Beide Elternteile halfen dort auch bei der Organisation mit und erfüllten Aufgaben als Wettkampfrichter oder als Zeitnehmer. Den Einfluss ihrer Eltern beschrieb Blair im Rückblick als ermutigend, ohne dass Druck ausgeübt worden wäre. Als sie etwa bei außergewöhnlich kalten Temperaturen in Chicago nicht zu einem Rennen antreten wollte, hätte ihr Vater das sofort akzeptiert. Blair versuchte sich als Kind zunächst in verschiedenen Sportarten, darunter Schwimmen, Softball und Cheerleading, bevor sie sich als Jugendliche auf das Eislaufen konzentrierte.
Drei Jahre nach Bonnie Blairs Geburt zog die Familie von Upstate New York nach Champaign im Bundesstaat Illinois.
Die Staaten des Mittleren Westens, insbesondere Illinois, Wisconsin, Minnesota und Michigan, waren in den 1960er- und 1970er-Jahren die Hochburg des Eisschnelllaufs in den USA. Der Champaign Speed-Skating Club gehörte mit etwa 200 Mitgliedern zu den wichtigsten Eislaufvereinen des Landes. Blair trainierte in Champaign in der Eisarena der University of Illinois, einer Eishockeyhalle mit einer über die üblichen Maße hinausgehenden Größe. Hier lief sie zunächst Shorttrack: eine Eisschnelllaufdisziplin, bei der die Athletinnen im Pulk (pack-style) gegeneinander antreten, die dementsprechend Angriffslust und Durchsetzungsfähigkeit erfordert und die in den USA lange Zeit die dominierende Form des Eisschnelllaufs war. Blair nutzte ihre verhältnismäßig geringe Körpergröße von etwa 1,65 Metern (5 ft 4) zu ihrem Vorteil, indem sie in der für sie charakteristischen geduckten Körperhaltung durch das Feld glitt und sich an die Spitze setzte.
Bereits als Shorttrackerin entwickelte sie eine besondere Stärke im Sprint, ihre größten Erfolge feierte sie auf der 500-Meter-Strecke. Im Alter von zehn Jahren gewann sie in ihrer Altersklasse ihren ersten nationalen Meistertitel.
Mit 15 Jahren wechselte Blair 1979 zum klassischen Eisschnelllauf auf der längeren 400-Meter-Bahn. Anders als Shorttrack, das erst 1992 ins olympische Programm aufgenommen wurde, war Eisschnelllaufen eine olympische Sportart. Eine wichtige Rolle beim Disziplinenwechsel spielte die Eisschnellläuferin Cathy Priestner, die 1976 eine olympische Silbermedaille im 500-Meter-Sprint gewonnen hatte. Sie hatte Blair beim Eislaufen beobachtet, war von ihrem Talent überzeugt und übernahm das Training der jugendlichen Athletin in Illinois. Die Fachzeitschrift Sports Illustrated bezeichnete Priestner als Blairs „Eislaufpatin“. Sie ermöglichte es ihrer Schülerin unter anderem, die Eishalle der University of Illinois außerhalb der üblichen Trainingszeiten um sechs Uhr am Morgen zu nutzen.
Unter Priestners Anleitung entwickelte Blair die für den klassischen Eisschnelllauf notwendige Technik. Auch hier kam ihr der geduckte Laufstil und die daraus resultierende Kompaktheit beim Laufen zugute, weil sie weniger Luftwiderstand bei den damals oft im Freien ausgetragenen Wettkämpfen bot. Blairs Technik galt später als nahezu makellos: Ihre ausgeprägte Hockposition und den gleichmäßigen Rhythmus in ihren Schritten konnte sie über ein gesamtes Rennen beibehalten. Sie wurde schnell – in ihrem ersten Jahr als Eisschnellläuferin – in das US-Nationalteam aufgenommen und belegte im 500-Meter-Ausscheidungsrennen für den amerikanischen Olympiakader 1980 den achten Rang, womit sie die Qualifikation für die Winterspiele in Lake Placid um wenige Plätze verpasste.
Als aufstrebende Nachwuchs-Eisschnellläuferin trainierte Blair nicht mehr hauptsächlich in Champaign, sondern vor allem im Milwaukee County, das etwa 350 Kilometer nördlich ihrer Heimatstadt gelegen war. Der in West Allis in der Metropolregion Milwaukee gelegene Wisconsin Olympic Ice Rink war (neben dem 1977 renovierten James B. Sheffield Olympic Skating Rink in Lake Placid) zu Beginn von Blairs Karriere eine von nur zwei 400-Meter-Eislaufbahnen in den Vereinigten Staaten und daher zentraler Anziehungspunkt für Eisschnellläufer der Region, zumal dort mehrere führende Trainer wie die langjährige Nationaltrainerin Dianne Holum ansässig waren.
Zu Blairs Trainingspartnern in Wisconsin gehörte der ein Jahr jüngere Dan Jansen, der in späteren Jahren wie Blair Olympiasieger und mehrfacher Weltmeister wurde und mit dem sie eine langjährige Freundschaft verband. Blair verbrachte während ihrer High-School-Zeit teilweise mehrere Wochen am Stück in Milwaukee bei Freunden ihrer Familie. Später lebte sie bei einer ihrer älteren Schwestern, die mit ihrem Ehemann nach Milwaukee gezogen war. Ihren Abschluss an der Centennial High School in Champaign machte Blair 1982 im Fernkurs.

### Internationales Debüt (1982 bis 1986)
Ab Anfang der 1980er-Jahre trat Bonnie Blair als Mitglied des US-Nationalteams auch bei internationalen Wettkämpfen vor allem in Europa an. Weil zu diesem Zeitpunkt noch die olympischen Amateurregeln galten (die Berufssportlern die Olympiateilnahme untersagten), musste Blair die Kosten für Training und Reisen – etwa 7000 US-Dollar im Jahr – zu Beginn ihrer Laufbahn im Nationalteam selbst tragen. Finanzielle Unterstützung erhielt sie in dieser Zeit unter anderem von der Polizei ihrer Heimatstadt Champaign, die Spendenaktionen für Blair organisierte, und von dem Basketballspieler Jack Sikma, der 1.500 US-Dollar beisteuerte. Nach ihrem High-School-Abschluss 1982 schrieb sich Blair am Parkland Junior College in Champaign ein, wo sie bis 1987 Kurse besuchte.
Mit 19 Jahren qualifizierte sich Blair erstmals für die Olympischen Winterspiele, die im Februar 1984 in Sarajevo stattfanden. Sie belegte den achten Platz im 500-Meter-Rennen mit einem Rückstand von anderthalb Sekunden auf die Siegerin Christa Rothenburger aus der DDR. Insgesamt bestimmten die ostdeutschen Athletinnen um Rothenburger, Karin Enke (später verheiratete Kania) und Andrea Schöne die olympischen Eisschnelllaufrennen in Sarajevo und gewannen gemeinsam mit den sowjetischen Läuferinnen sämtliche Medaillen. Bei ihrer ersten Teilnahme an der Sprintweltmeisterschaft 1984 – bei der die Ergebnisse aus vier Rennen über 500 Meter und 1000 Meter miteinander verrechnet wurden – platzierte sich Blair wie im olympischen 500-Meter-Wettkampf auf dem achten Rang.
Während sie international im Eisschnelllauf zunächst noch nicht um Titel kämpfte, war sie schon Mitte der 1980er-Jahre die führende Sprinterin auf nationaler Ebene: Im Januar 1985 wurde sie zum ersten Mal US-Meisterin im Sprintvierkampf und dominierte diese Veranstaltung in den folgenden Jahren mit sieben Titeln zwischen 1985 und 1993. Außerdem bestritt Blair zwischenzeitlich wieder Wettkämpfe im Shorttrack und wurde 1986 in dieser Disziplin Weltmeisterin.

### Aufstieg zur Olympiasiegerin und Sprintweltmeisterin (1986 bis 1989)

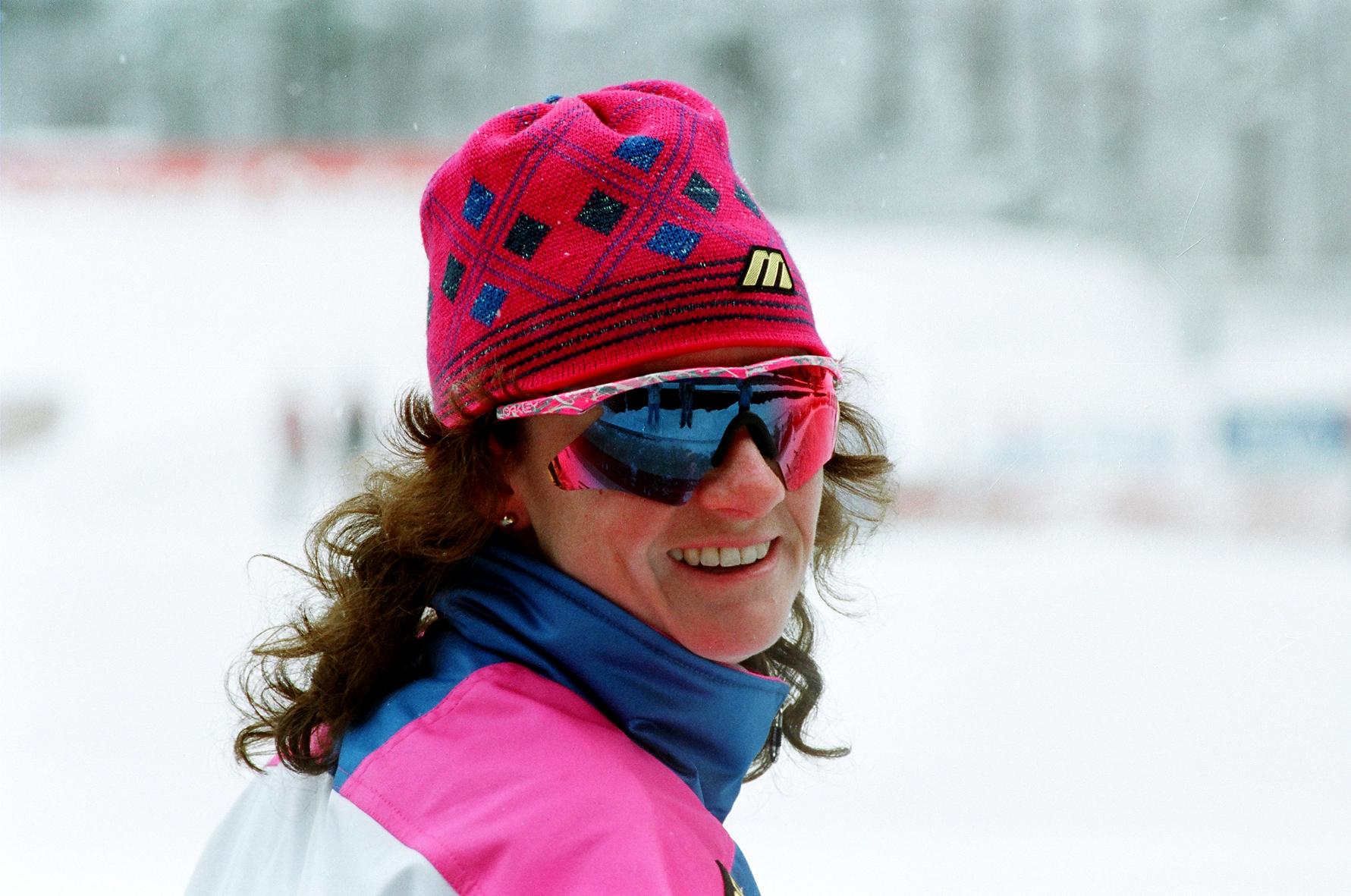
Blair während ihrer aktiven Zeit (ohne Datum)

Blair gewann bei den drei Eisschnelllauf-Sprintweltmeisterschaften zwischen 1986 und 1988 eine Silbermedaille (1987) sowie zwei Bronzemedaillen (1986 und 1988), jeweils bei Siegen von Karin Kania oder Christa Rothenburger.
Sie feierte zudem Erfolge über 500 Meter und 1000 Meter im seit der Saison 1985/86 ausgetragenen Eisschnelllauf-Weltcup, wobei sie sich mehrmals im Vergleich mit ihren ostdeutschen Kontrahentinnen durchsetzte. 1986/87 entschied Blair die Gesamtwertung der Weltcupserie auf beiden Sprintstrecken für sich. Gegenüber der etwa 10 Zentimeter größeren, 15 Kilogramm schwereren und dementsprechend körperlich stärkeren Kania profitierte sie laut eigener Aussage insbesondere von ihrem schnellen Start und ihrer Technik. Im März 1987 verbesserte Blair in der Thialf-Arena in Heerenveen den bis dahin von Kania gehaltenen 500-Meter-Weltrekord auf 39,43 Sekunden, ehe Rothenburger im Dezember 1987 noch einmal vier Hundertstelsekunden schneller war.
Die olympischen Eisschnelllaufwettkämpfe 1988 fanden im neueröffneten überdachten Olympic Oval in Calgary statt, das unter anderem wegen seiner Höhenlage besonders schnelle Zeiten erlaubte. Im 500-Meter-Rennen lief zunächst Rothenburger eine neue Weltbestzeit in 39,12 Sekunden, die Blair kurz danach um zwei Hundertstelsekunden unterbot. Sie wurde damit (vor drei DDR-Athletinnen) zum ersten Mal Olympiasiegerin. Auf der 1000-Meter-Strecke gewann Blair in Calgary hinter Rothenburger und Kania die Bronzemedaille.
Über 1500 Meter wurde sie mit mehreren Sekunden Rückstand auf die Medaillenränge Vierte. Blair war die einzige Sportlerin aus dem US-Olympiakader 1988, die in Calgary zweimal auf dem Podium stand. Bei der Schlussfeier trug sie die amerikanische Flagge.
Nach ihrem Olympiasieg gewann Blair an öffentlicher Aufmerksamkeit: Zusammen mit anderen Wintersportlern wurde sie vom US-Präsidenten Ronald Reagan im Weißen Haus empfangen und unterschrieb mehrere Werbeverträge, mit denen sie ihr weiteres Training finanzieren konnte.
In der Summe und Langlebigkeit blieben Blairs Vermarktungsangebote aber hinter den Erwartungen zurück, was Marketingfachleute unter anderem auf die relativ geringe Attraktivität des Eisschnelllaufsports und auf die generelle Übersättigung des amerikanischen Marktes mit medial präsenten Sportstars zurückführten.
Das US-amerikanische Eisschnelllaufteam um Blair wurde in den späten 1980er-Jahren von Mike Crowe betreut, der 1985 als Nationaltrainer auf Dianne Holum gefolgt war. Weil Crowe in Butte im Bundesstaat Montana lebte und der Ort in den Rocky Mountains eine ähnliche Höhenlage aufwies wie Calgary, verbrachte Blair dort schon ab 1986 in der Vorbereitung auf die Winterspiele in Kanada viel Zeit im Höhentraining. 1987 eröffnete in Butte mit dem US High Mountain Altitude Sports Center eine neue 400-Meter-Eislaufbahn, auf der sie zusammen mit einer Gruppe um den Langstreckenläufer Dave Silk trainierte. Parallel zum Eisschnelllauftraining begann Blair im Sommer 1988 ein sportpädagogisches Studium an der Montana Technological University.
Nachdem sie zu Beginn des nacholympischen Winters 1988/89 auf die Teilnahme an mehreren Weltcuprennen verzichtet hatte, entschied Blair Ende Februar 1989 vor Christa Luding-Rothenburger die Sprintweltmeisterschaft in Heerenveen für sich. (Die sechsmalige Titelträgerin Karin Kania hatte ihre sportliche Laufbahn 1988 beendet.) Nach Sheila Young und Leah Poulos, die ihre Erfolge in den 1970er-Jahren gefeiert hatten, war Blair die insgesamt dritte US-amerikanische Eisschnelllauf-Sprintweltmeisterin. Im Frühjahr 1989 versuchte sie sich – wie zuvor andere US-Eisschnellläufer, darunter Sheila Young – für kurze Zeit im Bahnradsport. Sie trainierte zusammen mit Connie Paraskevin-Young bei Roger Young, verpasste aber bei den nationalen Meisterschaften als Vierte im Sprint die Qualifikation für die Weltmeisterschaften. Ihr Eisschnelllauftrainer Mike Crowe überzeugte Blair nach wenigen Monaten, sich wieder vollumfänglich dem Eislaufen zu widmen.

### Rückschläge und weitere Olympiasiege bis zum Karriereende (1989 bis 1995)
1990 wurde Bonnie Blair bei der Sprintweltmeisterschaft Zweite hinter Angela Hauck aus der DDR, mit der sie sich im gleichen Winter den Sieg in der 500-Meter-Weltcupwertung teilte. Für kurze Zeit büßte Blair Anfang der 1990er-Jahre ihre führende Position bei den Eisschnelllaufsprinterinnen ein: Im Winter 1990/91 entschied sie zwar zwei Weltcuprennen über 500 Meter für sich, erzielte aber bei der Sprintweltmeisterschaft 1991 mit einem fünften Rang ihr schlechtestes WM-Ergebnis seit sechs Jahren. Ein Grund für den enttäuschenden Saisonverlauf war eine schwere Bronchitiserkrankung und damit verbundene Atemprobleme.
Im Sommer 1991 übernahm Peter Mueller die Betreuung der US-Eisschnellläufer.
Fortan trainierte Blair wieder hauptsächlich in Milwaukee in Wisconsin, das zudem ab 1992 mit dem neu errichteten überdachten Pettit National Ice Center verbesserte Trainingsbedingungen bot. Unter Muellers Anleitung fand Blair zu ihrer alten Stärke zurück: In der Weltcupsaison 1991/92 gewann sie fünf von sechs 500-Meter-Rennen sowie vier von fünf Wettkämpfen auf der 1000-Meter-Strecke. Dementsprechend reiste sie für beide Strecken favorisiert zu den Olympischen Winterspielen 1992 in Albertville, wo sie sowohl über 500 Meter als auch über 1000 Meter die Goldmedaille gewann.
Ihr Vorsprung auf die jeweils zweitplatzierte Chinesin Ye Qiaobo betrug 0,18 beziehungsweise 0,02 Sekunden. Blair widmete ihre erste Goldmedaille von Albertville ihrem Ende 1989 verstorbenen Vater. Wie schon vier Jahre zuvor in Calgary war sie die erfolgreichste US-amerikanische Olympiateilnehmerin und trug bei der Schlussfeier die Fahne ihres Landes.
Ye Qiaobo war auch nach den Olympischen Winterspielen von Albertville die stärkste sportliche Herausforderin Blairs. Die beiden Athletinnen verband laut amerikanischen Medienberichten eine persönliche Rivalität:
Blair hielt Ye deren positiven Dopingtest von 1988 vor und sah die Erklärung der Chinesin, das Doping sei ohne ihr Wissen erfolgt, als nebensächlich an. Das empfand Ye als ungerecht. Ye gewann jeweils vor Blair Gold bei den Sprintweltmeisterschaften 1992 und 1993.
Außerdem bestimmte sie den Weltcup 1992/93 mit Siegen in allen 500-Meter-Rennen, wohingegen Blair erneut an der Spitze des 1000-Meter-Klassements stand, aber insgesamt unzufrieden mit ihren gelaufenen Zeiten war. Nach der Saison 1992/93 trennte sich Blair von Mueller als Trainer und wechselte stattdessen für die Vorbereitung auf die Olympischen Winterspiele 1994 zu Nick Thometz.
Thometz verlagerte den Schwerpunkt in Blairs Trainingsprogramm weg von Ausdauerübungen zu mehr Sprinteinheiten, um ihr Laufen wieder spritziger zu gestalten.
1993/94 siegte Blair in 12 von 16 Weltcuprennen sowie in den Gesamtweltcupwertungen auf den beiden Kurzstrecken und errang zum zweiten Mal nach 1989 den Titel der Sprintweltmeisterin.
Bei den Winterspielen 1994 in Lillehammer triumphierte sie erneut sowohl über 500 Meter als auch über 1000 Meter.
Im 1500-Meter-Rennen belegte sie Rang vier mit einem Rückstand von drei Hundertstelsekunden auf die drittplatzierte Gunda Niemann-Stirnemann.
Mit ihrem vierten und fünften Olympiasieg wurde sie die erfolgreichste amerikanische Winterolympionikin und die erste US-Athletin, die bei drei aufeinanderfolgenden Winterspielen mindestens eine olympische Goldmedaille gewann.
Zum Saisonende verbesserte Blair im März 1994 im Olympic Oval in Calgary ihren eigenen, sechs Jahre alten 500-Meter-Weltrekord auf 38,99 Sekunden.
Im letzten Winter ihrer aktiven Eisschnelllaufkarriere verteidigte Blair ihre Erfolge in den Gesamtweltcupwertungen über 500 Meter und 1000 Meter.
Insgesamt siegte sie während ihrer Laufbahn zwischen 1986 und 1995 in 69 Weltcuprennen: 39-mal über 500 Meter, 27-mal über 1000 Meter und 3-mal über 1500 Meter. Jeweils fünfmal gewann sie den Gesamtweltcup über 500 Meter und über 1000 Meter, außerdem einmal über 1500 Meter (siehe Weltcupbilanz).
Am 12. Februar 1995 lief Blair in Calgary mit einer Zeit von 38,69 Sekunden ein weiteres Mal einen neuen 500-Meter-Weltrekord. Ihren letzten internationalen Titelkampf bestritt sie eine Woche später bei der Sprintweltmeisterschaft im Pettit National Ice Center in Milwaukee. Auf ihrer Heimbahn wurden etwa 300 der 2600 vorhandenen Zuschauerplätze von Mitgliedern des „Blair Bunch“ besetzt – einem aus Blairs Familienmitgliedern und Freunden bestehenden Fanclub, der sie seit den Olympischen Winterspielen 1988 in wachsender Zahl begleitete und dabei einheitliche Kleidung trug.
Blair gewann vor heimischem Publikum ihren dritten Sprintweltmeistertitel und entschied dabei alle vier Teilrennen des Mehrkampfs für sich. Im März 1995 später beendete sie in Calgary ihre sportliche Laufbahn im Alter von 31 Jahren. Bei ihrem letzten Auftritt im Olympic Oval stellte sie mit einer Zeit von 1:18,05 Minuten – 0,4 Sekunden langsamer als Christa Rothenburgers Weltrekord von 1988 – eine persönliche 1000-Meter-Karrierebestleistung auf.

### Nach dem Ende der aktiven Laufbahn (seit 1995)
Im Juni 1996 heiratete Bonnie Blair ihren langjährigen Partner Dave Cruikshank, der als Eisschnellläufer in den 1990er-Jahren ebenfalls an mehreren Olympischen Spielen teilnahm und mit dem sie phasenweise gemeinsam trainiert hatte. Sie trägt seitdem den Namen Bonnie Blair Cruikshank.
Das Paar lebt in der Metropolregion Milwaukee und hat zwei Kinder: einen Sohn (* 1998) und eine Tochter (* 2000), die beide sportlich aktiv sind – als Eishockeyspieler beziehungsweise Eisschnellläuferin. Nach der Geburt ihres Sohnes litt Blair für mehrere Jahre an Stressinkontinenz.
2005 beteiligte sie sich an einer nationalen Kampagne, um Frauen über diese Form der Blasenschwäche aufzuklären.
Blair arbeitete nach ihrem Karriereende als Motivationsrednerin und gelegentlich als Sportkommentatorin im Fernsehen. 1996 veröffentlichte sie gemeinsam mit dem Sportautor Greg Brown ihre Autobiographie A Winning Edge, die sich in erster Linie an Kinder richtet. Sie nahm weiterhin Vermarktungsangebote an und warb unter anderem für General Mills oder den Sportartikelhersteller Fila USA. 2002 war sie als eine der letzten Läuferinnen in den olympischen Fackellauf bei der Eröffnungsfeier der Winterspiele in Salt Lake City eingebunden.
Blair war stellvertretende Vorsitzende des Pettit National Ice Centers in Milwaukee, trainierte dort Nachwuchsläufer und arbeitete im Vorstand des nationalen Eisschnelllaufverbandes. Sie engagierte sich für mehrere Wohltätigkeitszwecke, etwa als Botschafterin für das Kinderhilfswerk Right To Play oder als Mitglied der Leukemia Society of America.

## Öffentliches Bild und Würdigung
US-amerikanische Medien berichteten wohlwollend über die als lebhaft eingeschätzte Bonnie Blair und verliehen ihr den Spitznamen Bonnie the Blur (Bonnie die Verwackelte). Ihr Auftreten galt als bescheiden und zugleich selbstbewusst. Im Vorfeld der Olympischen Winterspiele 1988 war sie auf der Titelseite des Life-Magazins abgebildet, Sports Illustrated widmete ihr vier Jahre später ein Cover im Rahmen der olympischen Wettkämpfe von Albertville.
In den Übertragungen des amerikanischen Fernsehsenders CBS von den Winterspielen 1994 war Blair die am häufigsten genannte Sportlerin vor den Eiskunstläuferinnen Tonya Harding und Nancy Kerrigan sowie ihrem Eisschnelllaufkollegen Dan Jansen. Blair wurde medial – etwa in der CBS-Berichterstattung von den Olympischen Winterspielen 1992 – als „America’s little sister“ und „America’s favorite girl next door“ bezeichnet (auf Deutsch in etwa: „Amerikas kleine Schwester“ und „Amerikas liebstes Mädchen von nebenan“).
Als „kleine und starke Frau“ vereinte sie in den Augen der Öffentlichkeit Unbekümmertheit und kindliche Fröhlichkeit mit dem Kampfgeist eines „harten Mädchens“ (im Original: „tough chick“). Breite Aufmerksamkeit erfuhr Blairs Unterstützung durch ihre große Familie, die sie bei Wettkämpfen begleitete und die Sports Illustrated als Musterbeispiel für eine amerikanische Familie ansah.
Damit verbunden thematisierten Berichte über sie auch den frühen Tod ihres Vaters 1989 und seine Bedeutung für Blairs Laufbahn.
Der Sportsender ESPN setzte Blair in seiner von Michael Jordan angeführten Rangliste der 100 besten nordamerikanischen Athleten des 20. Jahrhunderts auf Platz 69. Sie war eine von acht Frauen und neben Eric Heiden die einzige im Eislauf aktive Person in der Liste.
Im historischen Vergleich wird Blair zu den stärksten Eisschnellläuferinnen auf den Sprintstrecken gerechnet. Eine 2013 an der Reichsuniversität Groningen eingereichte Dissertation entwickelte modellgestützte „universelle Eisschnelllauf-Ranglisten“, um die Leistungen der Athleten verschiedener Generationen miteinander zu vergleichen. Diese Arbeit sah Blair in der 500-Meter-Bestenliste auf dem zweiten Rang (hinter der vor allem in den späten 2000er-Jahren erfolgreichen Jenny Wolf) und auf Position sechs in der von Karin Enke (Kania) angeführten 1000-Meter-Reihung.
1992 verlieh der Oslo Skøiteklub Blair als erster Frau (und zweiter US-amerikanischen Person nach Eric Heiden) die als Eis-Oscar bezeichnete Oscar Mathisen Memorial Trophy. In den Vereinigten Staaten wählten sie unterschiedliche Organisationen nach ihren olympischen Erfolgen in den 1990er-Jahren zur Sportlerin des Jahres: 1992 ehrte sie die Amateur Athletic Union mit dem James E. Sullivan Award als herausragende Amateursportlerin, 1994 war Blair sowohl Associated Press Athlete of the Year als auch die von Sports Illustrated ausgezeichnete Sportlerin des Jahres (jeweils geteilt mit George Foreman beziehungsweise Johann Olav Koss).
Das Olympische Komitee der Vereinigten Staaten kürte sie 1992 und 1994 zur Athletin des Jahres. Nach ihrer Laufbahn wurde Blair in verschiedene Ruhmeshallen aufgenommen, darunter in die United States Olympic & Paralympic Hall of Fame, der sie seit 2004 angehört.

## Statistik

### Olympische Winterspiele
Bonnie Blair war viermal – 1984, 1988, 1992 und 1994 – Teil des US-amerikanischen Olympiakaders. Sie trat zu insgesamt zehn olympischen Wettkämpfen über 500 Meter, 1000 Meter und 1500 Meter an. Dabei gewann sie fünf Goldmedaillen und eine Bronzemedaille.
| Olympische Winterspiele | Olympische Winterspiele | 500 m | 1000 m | 1500 m |
| Jahr                    | Ort                     | 500 m | 1000 m | 1500 m |
| ----------------------- | ----------------------- | ----- | ------ | ------ |
| 1984                    | Sarajevo                | 8.    | –      | –      |
| 1988                    | Calgary                 | 1.    | 3.     | 4.     |
| 1992                    | Albertville             | 1.    | 1.     | 21.    |
| 1994                    | Lillehammer             | 1.    | 1.     | 4.     |

### Weltmeisterschaften

#### Shorttrack
Zwischen 1982 und 1986 war Blair Teilnehmerin an fünf Shorttrack-Weltmeisterschaften, bei denen zu ihrer aktiven Zeit nur Titelträger im Mehrkampf und in der Staffel gekürt wurden und auch noch nicht zu den olympischen Disziplinen gehörte. Blair gewann bei Shorttrack-Weltmeisterschaften eine Goldmedaille, eine Silbermedaille und drei Bronzemedaillen.
| Shorttrack-WM | Shorttrack-WM | Mehrkampf | Staffel |
| Jahr          | Ort           | Mehrkampf | Staffel |
| ------------- | ------------- | --------- | ------- |
| 1982          | Moncton       | NC        |         |
| 1983          | Tokio         | 6.        | 3.      |
| 1984          | Peterborough  | 3.        | 3.      |
| 1985          | Amsterdam     | 2.        | 4.      |
| 1986          | Chamonix      | 1.        | 4.      |

#### Eisschnelllauf
Bei ihren zwölf Teilnahmen an den jährlich ausgetragenen Eisschnelllauf-Sprintweltmeisterschaften zwischen 1984 und 1995 gewann Bonnie Blair insgesamt neun Medaillen: dreimal Gold, viermal Silber und zweimal Bronze.
Die folgende Tabelle zeigt ihre Zeiten – und in Klammern dahinter ihre Platzierungen – auf den vier gelaufenen Einzelstrecken sowie die sich daraus errechnende Gesamtpunktzahl nach dem Samalog und die Endplatzierung.
| Sprint-WM | Sprint-WM  | 500 m 1. Rennen (in Sekunden) | 1000 m 1. Rennen (in Minuten) | 500 m 2. Rennen (in Sekunden) | 1000 m 2. Rennen (in Minuten) | Punkte  | Platz |
| Jahr      | Ort        | 500 m 1. Rennen (in Sekunden) | 1000 m 1. Rennen (in Minuten) | 500 m 2. Rennen (in Sekunden) | 1000 m 2. Rennen (in Minuten) | Punkte  | Platz |
| 1984      | Trondheim  | 42,62 (10)                    | 1:26,36 0(9)                  | 42,25 (8)                     | 1:25,86 0(7)                  | 170,980 | 8.    |
| 1985      | Heerenveen | 42,09 0(6)                    | 1:27,55 (14)                  | 42,12 (7)                     | 1:26,45 (14)                  | 171,210 | 9.    |
| 1986      | Karuizawa  | 40,73 0(3)                    | 1:23,57 0(6)                  | 40,08 (3)                     | 1:22,20 0(4)                  | 163,695 | 3.    |
| 1987      | Sainte-Foy | 41,63 0(2)                    | 1:26,84 0(3)                  | 40,50 (1)                     | 1:24,52 0(4)                  | 167,810 | 2.    |
| 1988      | West Allis | 41,60 0(2)                    | 1:25,83 0(4)                  | 41,03 (1)                     | 1:23,90 0(3)                  | 167,495 | 3.    |
| 1989      | Heerenveen | 39,47 0(1)                    | 1:20,48 0(3)                  | 39,54 (1)                     | 1:20,37 0(2)                  | 159,435 | 1.    |
| 1990      | Tromsø     | 41,65 0(2)                    | 1:27,21 0(4)                  | 41,69 (2)                     | 1:24,90 0(1)                  | 169,395 | 2.    |
| 1991      | Inzell     | 40,95 0(5)                    | 1:23,06 0(7)                  | 40,38 (3)                     | 1:23,91 (16)                  | 164,815 | 5.    |
| 1992      | Oslo       | 40,74 0(1)                    | 1:27,32 (10)                  | 41,08 (1)                     | 1:26,62 0(9)                  | 168,790 | 2.    |
| 1993      | Ikaho      | 40,88 0(3)                    | 1:23,93 0(5)                  | 40,94 (2)                     | 1:25,38 0(4)                  | 166,475 | 2.    |
| 1994      | Calgary    | 39,29 0(1)                    | 1:18,88 0(1)                  | 39,12 (1)                     | 1:19,11 0(1)                  | 157,405 | 1.    |
| 1995      | Milwaukee  | 39,13 0(1)                    | 1:19,43 0(1)                  | 39,54 (1)                     | 1:19,52 0(1)                  | 158,145 | 1.    |

Blair trat außerdem 1985 sowie 1986 bei den Eisschnelllauf-Mehrkampfweltmeisterschaften an, bei denen sie sich als 18. beziehungsweise 19. nach drei Strecken nicht für den abschließenden 5000-Meter-Lauf qualifizierte.

### Weltcup
Zwischen dem 4. Januar 1986 und dem 12. März 1995 nahm Bonnie Blair an insgesamt 162 Wettkämpfen im Rahmen des Eisschnelllauf-Weltcups teil: Sie bestritt 70 Rennen über 500 Meter, 59 über 1000 Meter, 32 über 1500 Meter und eines (im Januar 1986) über 3000 Meter.
Von diesen 162 Wettbewerben beendete sie 155 unter den ersten zehn und 127 auf dem Podium. 69-mal stand sie an erster Stelle. Jeweils fünfmal entschied Blair die Gesamtwertungen über 500 Meter und über 1000 Meter für sich, im Winter 1987/88 war sie Erstplatzierte des 1500-Meter-Klassements.

#### Weltcupbilanz
Die folgende Tabelle nennt für jede der zehn Weltcupsaisons zwischen 1985/86 und 1994/95 folgende Informationen: zunächst die Zahl der insgesamt erreichten ersten, zweiten und dritten Plätze Blairs, die in den folgenden Spalten nach Strecke (500 Meter, 1000 Meter und 1500 Meter) aufgeschlüsselt werden. Die Spalte GWC nennt zudem Blairs Platzierung in der Gesamtweltcupwertung der jeweiligen Distanz.
| Saison  | Gesamt | Gesamt | Gesamt | 500 m | 500 m | 500 m | 500 m | 1000 m | 1000 m | 1000 m | 1000 m | 1500 m | 1500 m | 1500 m | 1500 m |
| Saison  | 1.     | 2.     | 3.     | 1.    | 2.    | 3.    | GWC   | 1.     | 2.     | 3.     | GWC    | 1.     | 2.     | 3.     | GWC    |
| ------- | ------ | ------ | ------ | ----- | ----- | ----- | ----- | ------ | ------ | ------ | ------ | ------ | ------ | ------ | ------ |
| 1985/86 | 2      | 2      | 2      | 1     | 1     | 1     | 4.    | 1      | 0      | 1      | 4.     | 0      | 1      | 0      | 4.     |
| 1986/87 | 14     | 3      | 3      | 9     | 0     | 0     | 1.    | 5      | 2      | 1      | 1.     | 0      | 1      | 2      | 5.     |
| 1987/88 | 3      | 4      | 4      | 2     | 2     | 0     | 2.    | 0      | 2      | 2      | 2.     | 1      | 0      | 2      | 1.     |
| 1988/89 | 1      | 2      | 6      | 1     | 2     | 2     | 3.    | 0      | 0      | 2      | 4.     | 0      | 0      | 2      | 4.     |
| 1989/90 | 9      | 4      | 1      | 4     | 3     | 0     | 1.    | 3      | 1      | 1      | 2.     | 2      | 0      | 0      | 4.     |
| 1990/91 | 2      | 3      | 5      | 2     | 2     | 2     | 3.    | 0      | 1      | 3      | 3.     | 0      | 0      | 0      | –      |
| 1991/92 | 8      | 1      | 0      | 4     | 1     | 0     | 1.    | 4      | 0      | 0      | 1.     | 0      | 0      | 0      | 3.     |
| 1992/93 | 3      | 8      | 2      | 0     | 6     | 1     | 2.    | 3      | 2      | 1      | 1.     | 0      | 0      | 0      | 8.     |
| 1993/94 | 12     | 1      | 1      | 6     | 1     | 1     | 1.    | 6      | 0      | 0      | 1.     | 0      | 0      | 0      | 5.     |
| 1994/95 | 15     | 3      | 3      | 10    | 2     | 1     | 1.    | 5      | 1      | 1      | 1.     | 0      | 0      | 1      | 13.    |
| Gesamt  | 69     | 31     | 27     | 39    | 20    | 8     |       | 27     | 9      | 12     |        | 3      | 2      | 7      |        |

#### Weltcupsiege
Die folgende Tabelle nennt alle 69 Weltcupsiege Blairs sowie die Bahnen, auf denen sie diese erreichte.

| Datum         | Bahn                                    | Ort         | Disziplin  |
| ------------- | --------------------------------------- | ----------- | ---------- |
| 4. Jan. 1986  | Eisstadion Inzell                       | Inzell      | 500 Meter  |
| 4. Jan. 1986  | Eisstadion Inzell                       | Inzell      | 1000 Meter |
| 29. Nov. 1986 | Horst-Dohm-Eisstadion                   | West-Berlin | 500 Meter  |
| 30. Nov. 1986 | Horst-Dohm-Eisstadion                   | West-Berlin | 500 Meter  |
| 6. Dez. 1986  | De Smelt                                | Assen       | 500 Meter  |
| 6. Dez. 1986  | De Smelt                                | Assen       | 1000 Meter |
| 7. Dez. 1986  | De Smelt                                | Assen       | 500 Meter  |
| 7. Dez. 1986  | De Smelt                                | Assen       | 1000 Meter |
| 10. Jan. 1987 | Eisstadion Davos                        | Davos       | 500 Meter  |
| 24. Jan. 1987 | James B. Sheffield Olympic Skating Rink | Lake Placid | 500 Meter  |
| 25. Jan. 1987 | James B. Sheffield Olympic Skating Rink | Lake Placid | 1000 Meter |
| 28. Feb. 1987 | Eislaufbahn Oulunkylä                   | Helsinki    | 500 Meter  |
| 4. März 1987  | Nye Isstadion Moflaten                  | Skien       | 500 Meter  |
| 5. März 1987  | Framparken                              | Larvik      | 1000 Meter |
| 12. März 1987 | Eisstadion Inzell                       | Inzell      | 500 Meter  |
| 13. März 1987 | Eisstadion Inzell                       | Inzell      | 1000 Meter |
| 28. Nov. 1987 | US High Mountain Altitude Rink          | Butte       | 500 Meter  |
| 4. Dez. 1987  | Olympic Oval                            | Calgary     | 500 Meter  |
| 20. März 1988 | Thialf                                  | Heerenveen  | 1500 Meter |
| 9. Feb. 1989  | US High Mountain Altitude Rink          | Butte       | 500 Meter  |
| 10. Dez. 1989 | Wind Park Skating Rink                  | Karuizawa   | 1000 Meter |
| 17. Dez. 1989 | Taereung Ice Rink                       | Seoul       | 500 Meter  |
| 3. Feb. 1990  | James B. Sheffield Olympic Skating Rink | Lake Placid | 500 Meter  |
| 3. Feb. 1990  | James B. Sheffield Olympic Skating Rink | Lake Placid | 1500 Meter |
| 14. Feb. 1990 | US High Mountain Altitude Rink          | Butte       | 500 Meter  |
| 14. Feb. 1990 | US High Mountain Altitude Rink          | Butte       | 1000 Meter |
| 15. Feb. 1990 | US High Mountain Altitude Rink          | Butte       | 1500 Meter |
| 3. März 1990  | Eisstadion Inzell                       | Inzell      | 500 Meter  |
| 3. März 1990  | Eisstadion Inzell                       | Inzell      | 1000 Meter |
| 15. Dez. 1990 | Wind Park Skating Rink                  | Karuizawa   | 500 Meter  |
| 12. Jan. 1991 | Eisstadion Davos                        | Davos       | 500 Meter  |
| 22. Nov. 1991 | Sportforum Hohenschönhausen             | Berlin      | 500 Meter  |
| 23. Nov. 1991 | Sportforum Hohenschönhausen             | Berlin      | 1000 Meter |
| 30. Nov. 1991 | Tor Stegny                              | Warschau    | 500 Meter  |
| 1. Dez. 1991  | Tor Stegny                              | Warschau    | 1000 Meter |
| 11. Jan. 1992 | Ritten Arena                            | Klobenstein | 500 Meter  |
| 12. Jan. 1992 | Ritten Arena                            | Klobenstein | 1000 Meter |
| 13. März 1992 | Eisstadion Inzell                       | Inzell      | 500 Meter  |
| 13. März 1992 | Eisstadion Inzell                       | Inzell      | 1000 Meter |
| 12. Dez. 1992 | Taereung Ice Rink                       | Seoul       | 1000 Meter |
| 13. Dez. 1992 | Taereung Ice Rink                       | Seoul       | 1000 Meter |
| 17. Jan. 1993 | Eisstadion Davos                        | Davos       | 1000 Meter |
| 26. Nov. 1993 | Sportforum Hohenschönhausen             | Berlin      | 500 Meter  |
| 27. Nov. 1993 | Sportforum Hohenschönhausen             | Berlin      | 1000 Meter |
| 5. Dez. 1993  | Vikingskipet                            | Hamar       | 1000 Meter |
| 21. Jan. 1994 | Pettit National Ice Center              | Milwaukee   | 500 Meter  |
| 21. Jan. 1994 | Pettit National Ice Center              | Milwaukee   | 1000 Meter |
| 22. Jan. 1994 | Pettit National Ice Center              | Milwaukee   | 500 Meter  |
| 22. Jan. 1994 | Pettit National Ice Center              | Milwaukee   | 1000 Meter |
| 12. März 1994 | Eisstadion Inzell                       | Inzell      | 500 Meter  |
| 12. März 1994 | Eisstadion Inzell                       | Inzell      | 1000 Meter |
| 19. März 1994 | Thialf                                  | Heerenveen  | 500 Meter  |
| 19. März 1994 | Thialf                                  | Heerenveen  | 1000 Meter |
| 20. März 1994 | Thialf                                  | Heerenveen  | 500 Meter  |
| 3. Dez. 1994  | No Mori Skating Centre                  | Obihiro     | 500 Meter  |
| 4. Dez. 1994  | No Mori Skating Centre                  | Obihiro     | 500 Meter  |
| 4. Dez. 1994  | No Mori Skating Centre                  | Obihiro     | 1000 Meter |
| 7. Dez. 1994  | No Mori Skating Centre                  | Obihiro     | 500 Meter  |
| 8. Dez. 1994  | No Mori Skating Centre                  | Obihiro     | 500 Meter  |
| 8. Dez. 1994  | No Mori Skating Centre                  | Obihiro     | 1000 Meter |
| 20. Jan. 1995 | Eisstadion Davos                        | Davos       | 500 Meter  |
| 21. Jan. 1995 | Eisstadion Davos                        | Davos       | 500 Meter  |
| 11. Feb. 1995 | Olympic Oval                            | Calgary     | 1000 Meter |
| 12. Feb. 1995 | Olympic Oval                            | Calgary     | 500 Meter  |
| 12. Feb. 1995 | Olympic Oval                            | Calgary     | 1000 Meter |
| 24. Feb. 1995 | Eisstadion Inzell                       | Inzell      | 500 Meter  |
| 25. Feb. 1995 | Eisstadion Inzell                       | Inzell      | 500 Meter  |
| 11. März 1995 | Vikingskipet                            | Hamar       | 1000 Meter |
| 12. März 1995 | Vikingskipet                            | Hamar       | 500 Meter  |

### Persönliche Bestzeiten
Ihre persönlichen Bestleistungen über 500 Meter (38,69 Sekunden) und 1000 Meter (1:18,05 Minuten) lief Blair in den letzten Wochen ihrer aktiven Laufbahn. Ihre 500-Meter-Zeit war ein Weltrekord, ihre 1000-Meter-Bestmarke die drittschnellste bis dahin gelaufene Zeit: Nur Christa Rothenburger und Karin Kania waren die Strecke 1988 in Calgary in weniger als 1:18 Minuten gelaufen.
Über 1500 Meter war Blair auch bei ihrer persönlichen Bestzeit im Rahmen der Olympischen Winterspiele 1994 (2:03,44 Minuten) gut eine Sekunde langsamer als die Siegerin des Rennens Emese Hunyady. Den zu dieser Zeit gültigen Weltrekord auf der Mittelstrecke hielt Karin Kania, die 1987 als erste Frau weniger als zwei Minuten für die 1500 Meter benötigt hatte.
Auf den Langstrecken (3000 Meter und 5000 Meter) nahm Blair nur zu Beginn ihrer Karriere an wenigen Wettkämpfen teil, sodass ihre dortigen Bestzeiten aus den 1980er-Jahren stammen und klar – knapp eine halbe Minute beziehungsweise knapp anderthalb Minuten – langsamer waren als die damals aktuellen Weltrekorde.
| Strecke | Zeit        | Datum            | Ort                    |
| ------- | ----------- | ---------------- | ---------------------- |
| 500 m   | 38,69 s     | 12. Februar 1995 | Olympic Oval (Calgary) |
| 1000 m  | 1:18,05 min | 17. März 1995    | Olympic Oval (Calgary) |
| 1500 m  | 2:03,44 min | 21. Februar 1994 | Vikingskipet (Hamar)   |
| 3000 m  | 4:47,60 min | 26. Januar 1986  | Davos                  |
| 5000 m  | 8:58,29 min | 13. Januar 1985  | West Allis             |

### Weltrekorde
Zwischen 1987 und 1995 lief Blair vier Weltrekorde im 500-Meter-Sprint und fünf im Sprint-Mehrkampf, bestehend aus zwei 500-Meter- und zwei 1000-Meter-Rennen. Ihre zuletzt aufgestellten Rekorde wurden im November 1997 – nach der Einführung von Klappschlittschuhen, die schnellere Zeiten erlaubten – von der Kanadierin Catriona LeMay Doan verbessert.
| Nr. | Disziplin        | Zeit/Punkte | Datum         | Ort                    | Bestand              | Nachfolgerin         |
| --- | ---------------- | ----------- | ------------- | ---------------------- | -------------------- | -------------------- |
| 1   | 500 Meter        | 39,43 s     | 19. März 1987 | Thialf (Heerenveen)    | 262 Tage             | Christa Rothenburger |
| 2   | 500 Meter        | 39,10 s     | 22. Feb. 1988 | Olympic Oval (Calgary) | 6 Jahre und 32 Tage  | Bonnie Blair         |
| 3   | Sprint-Mehrkampf | 159,435     | 26. Feb. 1989 | Thialf (Heerenveen)    | 2 Jahre und 327 Tage | Bonnie Blair         |
| 4   | Sprint-Mehrkampf | 159,390     | 19. Jan. 1992 | Eisstadion Davos       | 2 Jahre und 11 Tage  | Bonnie Blair         |
| 5   | Sprint-Mehrkampf | 157,405     | 30. Jan. 1994 | Olympic Oval (Calgary) | 55 Tage              | Bonnie Blair         |
| 6   | 500 Meter        | 38,99 s     | 26. März 1994 | Olympic Oval (Calgary) | 313 Tage             | Bonnie Blair         |
| 7   | Sprint-Mehrkampf | 156,505     | 26. März 1994 | Olympic Oval (Calgary) | 322 Tage             | Bonnie Blair         |
| 8   | 500 Meter        | 38,69 s     | 2. Feb. 1995  | Olympic Oval (Calgary) | 2 Jahre und 293 Tage | Catriona LeMay Doan  |
| 9   | Sprint-Mehrkampf | 156,435     | 11. Feb. 1995 | Olympic Oval (Calgary) | 2 Jahre und 285 Tage | Catriona LeMay Doan  |

### Publikation
- mit Greg Brown und Doug Keith: A Winning Edge. Taylor Publishing, Dallas 1996, ISBN 0-87833-931-0. Online verfügbar im Textarchiv – Internet Archive

### Biographien und Lexikoneinträge
- Cathy Breitenbucher: Bonnie Blair: Golden Streak. Lerner Publications Company, Minneapolis 1994, ISBN 0-8225-2883-5. Online verfügbar im Textarchiv – Internet Archive
- Jessie Garcia: Bonnie Blair. In: Going for Wisconsin Gold: Stories of Our State Olympians. Wisconsin Historical Society Press, Madison 2016, ISBN 978-0-87020-766-2. S. 127–140.
- Steven J. Overman und Kelly Boyer Sagert: Bonnie Blair (1964–). In: Icons of Women’s Sport. Band 1. Greenwood, Santa Barbara 2012, ISBN 978-0-313-38549-0. S. 35–50. Online verfügbar im Textarchiv – Internet Archive
- Annette Petruso: Bonnie Blair. In: Dana R. Barnes (Herausgeberin): Notable Sports Figures. Band 1. Gale, Detroit 2004, ISBN 0-7876-6628-9. S. 153–157.
- Ying Wushanley: Blair, Bonnie. In: Arnold Markoe und Kenneth T. Jackson (Herausgeber): The Scribner Encyclopedia of American Lives, Thematic Series: Sports Figures. Band 1. Charles Scribner’s Sons, New York 2002, ISBN 0-684-80665-7. S. 88–90.